# LLC Marathon Regensburg
Der LLC Marathon Regensburg e. V., ausgeschrieben Lang-Lauf-Club Marathon Regensburg, ist ein deutscher Laufsportverein mit Sitz in Regensburg.

## Sportangebot
Schwerpunkt war von Beginn an der Langstreckenlauf, speziell der Halbmarathon- und Marathonlauf. Zunehmend kamen Angebote des Breitensports. Neben einer Jugendgruppe und einer Seniorenlaufgruppe, einem Lauftreff und einer Triathlonabteilung, gibt es spezielle Gruppen für Berglauf, Gesundheitssport, Nordic Walking und Walking sowie eine Integrative Gruppe. Die Integrative Gruppe entstand im Februar 2011 als Projekt der Freiwilligenagentur des Landkreises zum Thema „Ehrenamtliches Engagement im Behindertensportbereich“. In Kooperation mit der Caritas wird das Projekt seit Juli 2013 vom LLC fortgeführt.

## Vereinsgeschichte
Der Verein wurde von Leistungslaufsportlern am 9. November 1979 im „Jägerstüberl“ des Hotels „Bischofshof“ gegründet. Zum ersten Vereinsvorsitzenden wurde Hans Jordan (†) gewählt. Mit dem 1. Internationalen Donaupark-Volkslauf in Zusammenarbeit mit der Sparkasse Regensburg und der Zeitung Die Woche am 4. Mai 1980 richtete der Verein seine erste Laufveranstaltung aus. Zu den erfolgreichen Athleten des Vereins in den ersten Jahren zählten Alfredo Blasel, Anton Gorbunow und Ludwig-Mario Niedermeier. Sie holten in der Mannschaftswertung im 25-km-Straßenlauf bei den Deutschen Leichtathletik-Meisterschaften 1980 die Bronzemedaille.
Am 2. September 1984 organisierte der Verein den 1. Bayern-Cup-Straßenlauf im Regensburger Gewerbepark. Organisator war Ludwig-Mario Niedermeier, der auch einen wesentlichen Anteil zur Organisation der ersten Veranstaltung des Regensburg-Marathons am 16. September 1990 beitrug. Die Idee, diesen Stadtmarathon durchzuführen kam 1989 von der Mittelbayerischen Zeitung, Paten waren der Vereinsvorsitzende Hans Jordan, Ludwig-Mario Niedermeier, Rainer Pawelke, Holger Stockert und Eva Reiße. Am 29. Oktober 1994 wurde der 1. KÖWE-Straßenlauf veranstaltet.
Zwischenzeitlich hatte bei den Deutschen Leichtathletik-Meisterschaften 1989 Thomas Ertl im Marathon eine weitere Bronzemedaille geholt. Bernadette Hudy gewann bei den Deutschen Leichtathletik-Meisterschaften 1992 im Marathon Silber. Ein weiterer erfolgreicher Läufer des Vereins war Hans Hopfner, der bei den Deutschen Leichtathletik-Meisterschaften 1996 im Marathon die Silbermedaille gewann. Zusammen mit Peter Ertl und Ulf Sengenberger konnte auch in der Mannschaftswertung die Silbermedaille gewonnen werden.
Der Bauantrag für die 1999 beschlossene Errichtung eines Vereinsheims wurde abgelehnt. 2004 wurde die Trägerfirma Regensburg Marathon GmbH für die Ausrichtung des Stadtmarathons gegründet, deren Geschäftsführerin Marion Fuchs wurde. Im gleichen Jahr wurde der erste City-Meilen-Lauf veranstaltet, aus dem sich der bis heute vom LCC mitorganisierte REWAG-Firmenlauf entwickelte. 2007 wurden gemeinsam mit der LG Domspitzmilch Regensburg die 10. Senioren-Europameisterschaften im Straßenlauf (10 und 20 km), Halbmarathon, 30 km Gehen und Cross-Staffel ausgerichtet.
Ralf Preißl, Marco Benz und Marco Sturm gewannen bei den Deutschen Leichtathletik-Meisterschaften 2008 in der Mannschaftswertung beim 11-km-Berglauf Silber. Bei der Deutschen Leichtathletik-Meisterschaften 2009 konnten Sturm und Preißl mit Jörg Bühner in der Mannschaftswertung beim 8,9-km-Berglauf den dritten Platz erzielen. Sturm und Benz holten dann zusammen mit Korbinian Schönberger bei den Deutschen Leichtathletik-Meisterschaften 2010 beim 10,6-km-Berglauf nochmals Silber. Bei den Deutschen Leichtathletik-Meisterschaften 2011 erzielte das Team Schönberger, Preißl und Sturm beim 8,6-km-Berglauf dann Gold. In der Einzelwertung in dieser Disziplin erreichte Schönberger den dritten Platz. Die Goldmedaille in der Mannschaftswertung konnte das Team bei den Deutschen Leichtathletik-Meisterschaften 2012 im 9,5-km-Berglauf bestätigen, ebenso Schönberger in der Einzelwertung seine Bronzemedaille. Auch das Damenteam Regina Graf, Birgit Hierl und Barbara Stich gewann in der gleichen Disziplin die Bronzemedaille. Beim Hochfellnberglauf gewann Schönberger Silber in der 8,9-km-Berglaufzisziplin der Deutschen Leichtathletik-Meisterschaften 2013. Auch in der Mannschaftswertung im Team mit Sturm und Marco Ibenz gab es die Silbermedaille.
Ebenfalls fester Bestandteil des Vereinslebens ist die jährliche Ausrichtung des Spindellaufs durch das Donau-Einkaufszentrum seit 2013. Seit 2003 gibt der Verein die Mitgliedszeitschrift Laufend unterwegs heraus. 2009 hatte der Verein knapp über 1.500 Mitglieder. Die Anzahl der Mitglieder ging aber in Folgejahren nochmals unter 1.400. Laut Vereinswebsite verbucht der LCC heute wieder knapp 1.500 Mitglieder (Stand: 2017). Der LCC ist Mitglied im Bayerischen Landes-Sportverband (BLSV).

### Vereinsvorsitzende
| Zeitraum                              | Name                  |
| ------------------------------------- | --------------------- |
| 9. November 1979 – 9. Februar 1983    | Hans Jordan (†)       |
| 9. Februar 1983 – September 1988      | Hans Wittmann         |
| September 1988 – 18. Mai 1994         | Franz Kellner         |
| 18. Mai 1994 – 14. Juli 1997          | Franz-Josef Bücken    |
| 14. Juli 1997 – 25. September 2000    | Gabi Stadler-Hoffmann |
| 25. September 2000 – 9. November 2009 | Manfred Hübner        |
| 9. November 2009 – 5. April 2011      | Rainer Welz           |
| 5. April 2011 – 10. März 2020         | Sylvia Gingele        |
| 10. März 2020 – 29. März 2022         | Lothar Daschner       |
| seit 29. März 2022                    | Wolfgang Kammann      |